# Synodus sanguineus
Synodus sanguineus är en fiskart som beskrevs av Randall 2009. Synodus sanguineus ingår i släktet Synodus och familjen Synodontidae. Inga underarter finns listade i Catalogue of Life.